# John Ravn
John Christian Ravn (født 3. november 1943 i København) er maler, grafiker, billedhugger og musiker. Han er uddannet på Kunstakademiet i København 1967-1972 hos Egill Jacobsen, Svend Wiig Hansen og Palle Nielsen.
John startede sit kunstneriske virke i 1960erne med ekspressive og naivistiske skildringer af by- og naturmiljøer. John Ravn blev stærkt engageret musikken i 1970erne og 1980erne og spillede sammen med Balkan trioen og Savage Rose. Han engagerede igen i den bildende kunst i 1990erne.
John Ravn har været tilknyttet kunstnerkollektivet Røde Mor.

## Ekstern henvisning
- John Ravn – maler, billedhugger og musiker